# Steendok
Het Steendok is een van de drie, nu gedempte Zuiderdokken gelegen in het zuidwesten van Antwerpen en vlak aan de Schelde. Het zuidwestelijkste gelegen Steendok was 200 meter lang ong. 50 meter breed en 2,50 meter diep. Er lag een draaibrug die aansluiting gaf met de Vlaamse Kaai en de Gilles Plaats en naar de Scheldekant met de Waalse Kaai en Schaliënstraat. Het Steendok werd samen met de Zuidersluis, Schippersdok en Kooldok in 1874 voltooid, De inhuldiging van Schippers- en Kooldok werd op 16 januari 1874 gehouden en die van het Steendok op 14 maart 1874. Na de sluiting in 1967 werd het Steendok in 1969 gedempt.
Wegens de rechttrekking van de Scheldekaaien kreeg de binnenvaart nieuwe aanlegplaatsen in deze dokken. Eertijds lagen er zeil-'houten walen' en bijna-spitsmaten van 30 meter en 4 tot 4,50 breed. Zij voerden nog met een groot driehoekig getuigd zeil, hun vrachten over de Schelde naar verdere bestemmingen. In de kanalen en vaarten werden ze getrokken door paarden of door het gezin via het jaagpad, naargelang de breedten van deze vaarwegen en/of door windstilte.
In het Steendok, de naam zegt het zelf, lagen steenschuiten geladen of leeg. Deze steenschuiten waren vroeger zeilvrachtschepen die voornamelijk naar Doornik, Rumst, Terhagen en Boom reisden om steenvracht te halen. Anderzijds werden deze vrachten vervoerd naar andere bestemmingen. Het Steendok is samen met de andere Zuiderdokken gedempt. Rond Pinksteren of Sinksen stond er tot 2015 de bekende Antwerpse 'Sinksenfoor', de bekende Antwerpse kermis met diverse atracties. Vanaf 2015 verhuisde de foor naar Spoor Oost. Tot eind 2017 was het plein het grootste deel van het jaar een grote gratis parking, tussen 2017 en 2020 wordt onder het plein binnen de kaaien van het dok een parking uitgegraven. Parking Steendok opende op 3 december 2020 met plaats voor 900 wagens en 125 fietsen. In 2022 opent onder het Kooldok een tweede parking. In 2023 moet het hele plein van de gedempte Zuiderdokken heraangelegd zijn als een recreatieve zone met park.
Rondom deze zuidwestelijke gelegen gedempte Steendok liggen de straten die herinneren aan benamingen van vroegere wapenfeiten zoals Verschansingstraat, Schaliënstraat, Kasteelstraat, enz... Aan de Gentstraat was ook de veelbesproken en grootste megadancing van Antwerpen gevestigd, de "Zillion".
Aan de Vlaamse Kaai staat de Waterpoort. Oorspronkelijk was dit een stadspoort aan de Schelde, op de Vlasmarkt opgericht in 1624 als ereboog voor koning Filips IV van Spanje. De Coninckxpoort of Porta Regia werd waarschijnlijk ontworpen door Peter Paul Rubens en gekapt door Hans van Mildert. De mooiste zijde bevindt zich langs de Kasteelstraat.
Op de Antwerpse rechteroever van de Schelde:
Albertdok · Amerikadok · Asiadok · Bevrijdingsdok · Bonapartedok · Churchilldok · Derde Havendok · Eerste Havendok · Graandok · Hansadok · Houtdok · Industriedok · Kanaaldok · 
Kattendijkdok · Kempisch dok · Kooldok · Leopolddok · Lobroekdok · Margueriedok · Marshalldok · Noordschippersdok · Petroleumdok · Sasdok · Schippersdok · Schuildok voor Lichters · Siberiadok · Steendok · Straatsburgdok · Suezdok · Tweede Havendok · Verbindingsdok · Vierde Havendok · Vijfde Havendok · Willemdok · Zesde Havendok · Zuiderdokken
Op de Oost-Vlaamse linkeroever van de Schelde:
Deurganckdok · Doeldok · Noordelijk Insteekdok · Saeftinghedok · Verrebroekdok · Vrasenedok · Waaslandkanaal · Zuidelijk Insteekdok